# Canens
Cet article possède un paronyme, voir Capens.
Pour la divinité romaine, voir Canens (mythologie).
Canens est une commune française située dans le centre du département de la Haute-Garonne, en région Occitanie. Sur le plan historique et culturel, la commune est dans le Volvestre, constitué des vallées de l'Arize et du Volp, proche de la vallée de la Garonne, situé au sud de Toulouse et en partie nord du Couserans.
Exposée à un climat océanique altéré, elle est drainée par l'Aunat, le ruisseau de Paulou et par divers autres petits cours d'eau.
Canens est une commune rurale qui compte 61 habitants en 2022, après avoir connu un pic de population de 387 habitants en 1793. Elle fait partie de l'aire d'attraction de Toulouse. Ses habitants sont appelés les Canenois ou  Canenoises.

## Géographie

### Localisation
La commune de Canens se trouve dans le département de la Haute-Garonne, en région Occitanie.
Elle se situe à 44 km à vol d'oiseau de Toulouse, préfecture du département, à 27 km de Muret, sous-préfecture, et à 19 km d'Auterive, bureau centralisateur du canton d'Auterive dont dépend la commune depuis 2015 pour les élections départementales.
La commune fait en outre partie du bassin de vie de Lézat-sur-Lèze.
Les communes les plus proches sont : 
Lapeyrère (1,7 km), Castagnac (2,3 km), Massabrac (3,4 km), Sieuras (3,5 km), Bax (3,7 km), Méras (4,0 km), Latour (4,4 km), Sainte-Suzanne (4,5 km).
Sur le plan historique et culturel, Canens fait partie du Volvestre, constitué des vallées de l'Arize et du Volp, proche de la vallée de la Garonne, situé au sud de Toulouse et en partie nord du Couserans.
Canens est limitrophe de cinq autres communes dont une dans le département de l'l'Ariège.
Les communes limitrophes sont  Bax, Castagnac, Lapeyrère, Latrape, Massabrac et Sainte-Suzanne.
| Latrape   | Castagnac               |           |
| Bax       | Canens                  | Massabrac |
| Lapeyrère | Sainte-Suzanne (Ariège) |           |

### Géologie et relief
La superficie de la commune est de 484 hectares ; son altitude varie de 240 à 361 mètres.

### Hydrographie

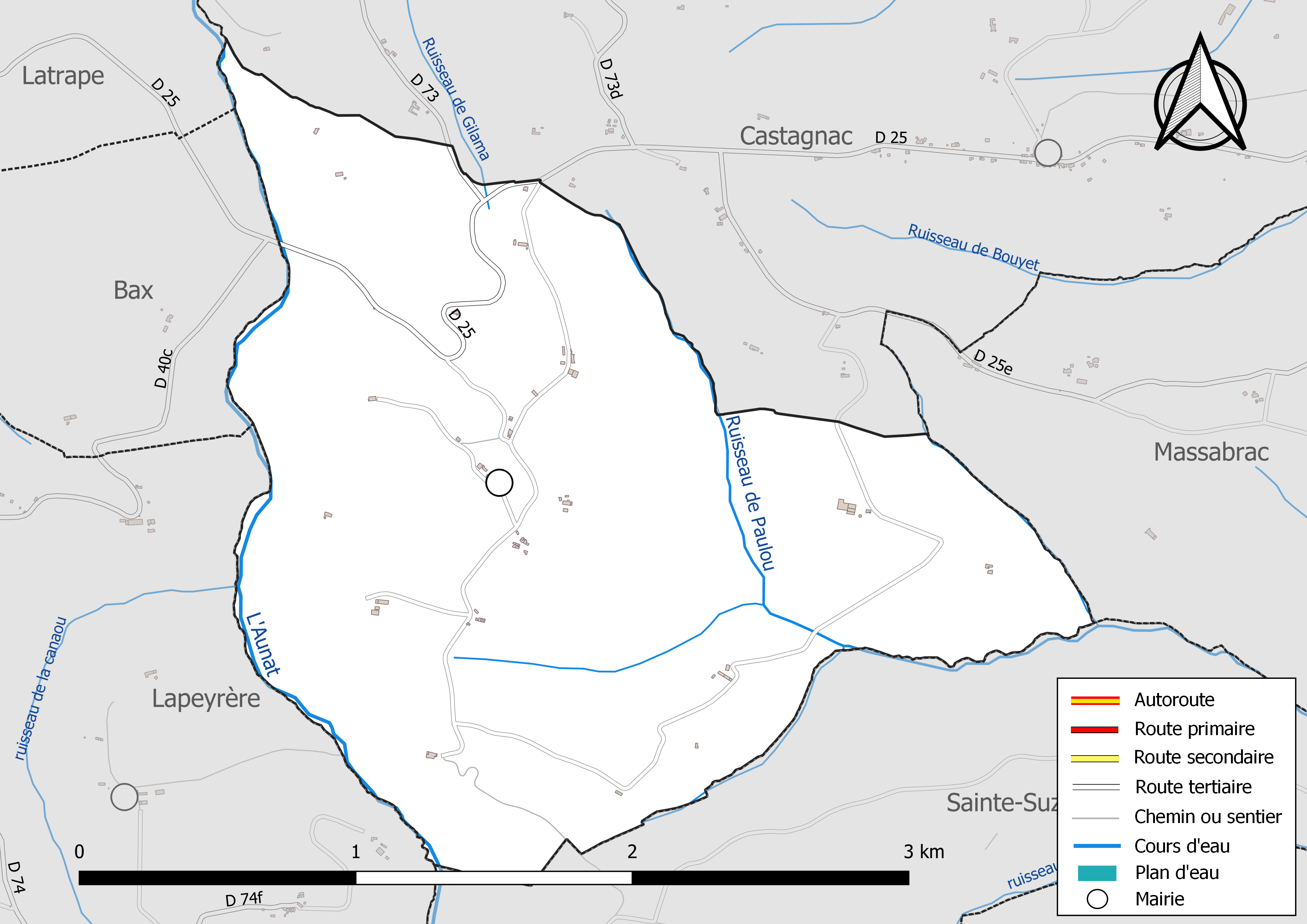
Réseaux hydrographique et routier de Canens.

La commune est dans le bassin de la Garonne, au sein du bassin hydrographique Adour-Garonne. Elle est drainée par l'Aunat, le ruisseau de Paulou, le ruisseau de Gilama, le ruisseau de la canaou et par divers petits cours d'eau, constituant un réseau hydrographique de 6 km de longueur totale,.
L'Aunat, d'une longueur totale de 21,7 km, prend sa source dans la commune de Sieuras et s'écoule vers le nord. Il traverse la commune et se jette dans la Garonne à Montaut, après avoir traversé 13 communes.

### Climat
Pour des articles plus généraux, voir Climat de l'Occitanie et Climat de la Haute-Garonne.
En 2010, le climat de la commune est de type climat océanique altéré, selon une étude s'appuyant sur une série de données couvrant la période 1971-2000. En 2020, Météo-France publie une typologie des climats de la France métropolitaine dans laquelle la commune est toujours exposée à un climat océanique altéré et est dans la région climatique Aquitaine, Gascogne, caractérisée par une pluviométrie abondante au printemps, modérée en automne, un faible ensoleillement au printemps, un été chaud (19,5 °C), des vents faibles, des brouillards fréquents en automne et en hiver et des orages fréquents en été (15 à 20 jours).
Pour la période 1971-2000, la température annuelle moyenne est de 12,6 °C, avec une amplitude thermique annuelle de 15,5 °C. Le cumul annuel moyen de précipitations est de 827 mm, avec 9,5 jours de précipitations en janvier et 6,1 jours en juillet. Pour la période 1991-2020, la température moyenne annuelle observée sur la station météorologique la plus proche, située sur la commune de Palaminy à 21 km à vol d'oiseau, est de 13,2 °C et le cumul annuel moyen de précipitations est de 715,2 mm,. Pour l'avenir, les paramètres climatiques de la commune estimés pour 2050 selon différents scénarios d'émission de gaz à effet de serre sont consultables sur un site dédié publié par Météo-France en novembre 2022.

### Milieux naturels et biodiversité
Aucun espace naturel présentant un intérêt patrimonial n'est recensé sur la commune dans l'inventaire national du patrimoine naturel,,.

## Urbanisme

### Typologie
Au 1er janvier 2024, Canens est catégorisée commune rurale à habitat très dispersé, selon la nouvelle grille communale de densité à sept niveaux définie par l'Insee en 2022.
Elle est située hors unité urbaine. Par ailleurs la commune fait partie de l'aire d'attraction de Toulouse, dont elle est une commune de la couronne,. Cette aire, qui regroupe 527 communes, est catégorisée dans les aires de 700 000 habitants ou plus (hors Paris),.

### Occupation des sols
L'occupation des sols de la commune, telle qu'elle ressort de la base de données européenne d’occupation biophysique des sols Corine Land Cover (CLC), est marquée par l'importance des territoires agricoles (100 % en 2018), une proportion identique à celle de 1990 (100 %). La répartition détaillée en 2018 est la suivante : 
terres arables (47,2 %), zones agricoles hétérogènes (46,4 %), prairies (6,4 %). L'évolution de l’occupation des sols de la commune et de ses infrastructures peut être observée sur les différentes représentations cartographiques du territoire : la carte de Cassini (XVIIIe siècle), la carte d'état-major (1820-1866) et les cartes ou photos aériennes de l'IGN pour la période actuelle (1950 à aujourd'hui).

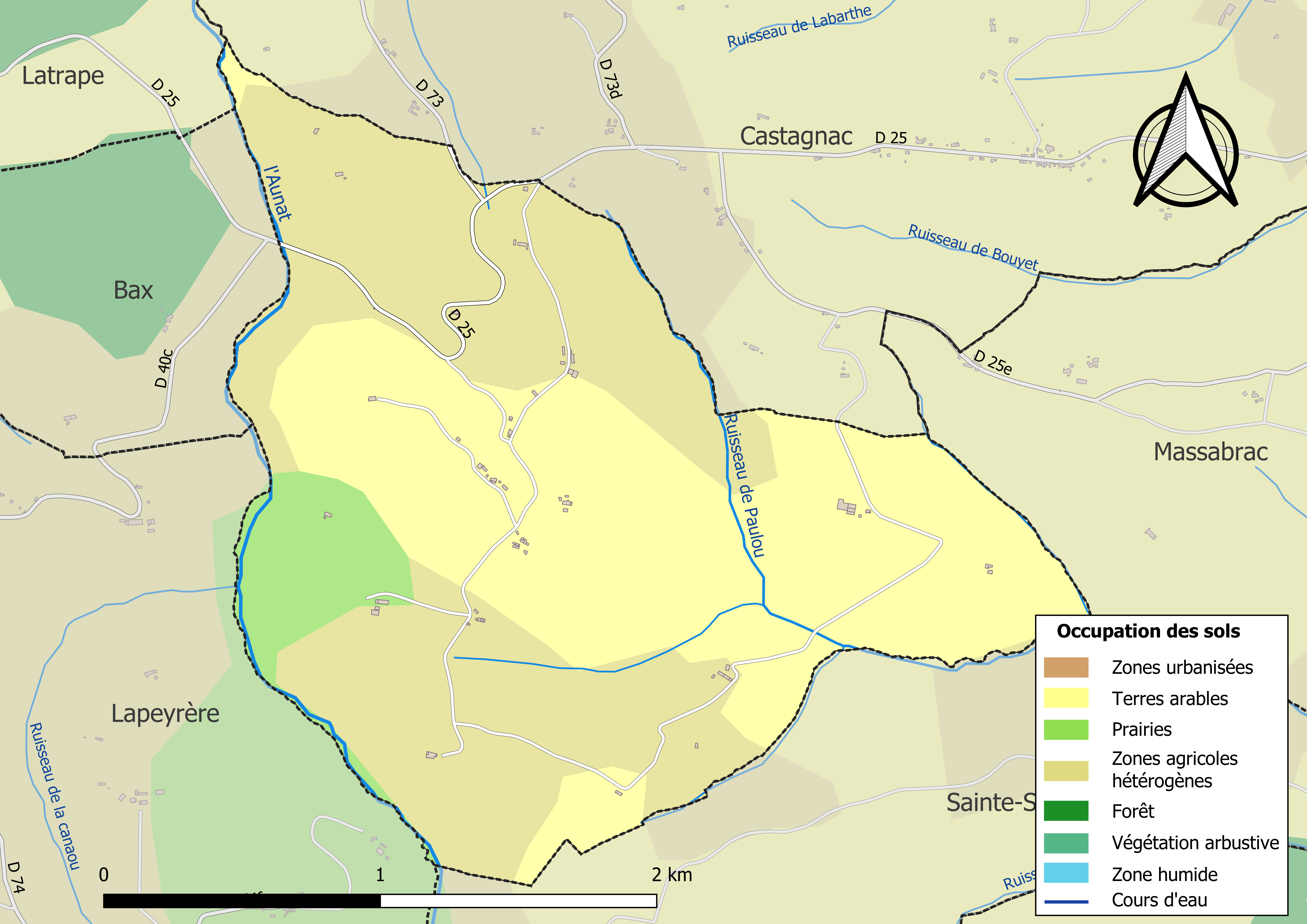
Carte des infrastructures et de l'occupation des sols de la commune en 2018 (CLC).

### Voies de communication et transports
Accès avec la route départementale D 25.

### Risques majeurs
Le territoire de la commune de Canens est vulnérable à différents aléas naturels : météorologiques (tempête, orage, neige, grand froid, canicule ou sécheresse) et séisme (sismicité faible). Un site publié par le BRGM permet d'évaluer simplement et rapidement les risques d'un bien localisé soit par son adresse soit par le numéro de sa parcelle.

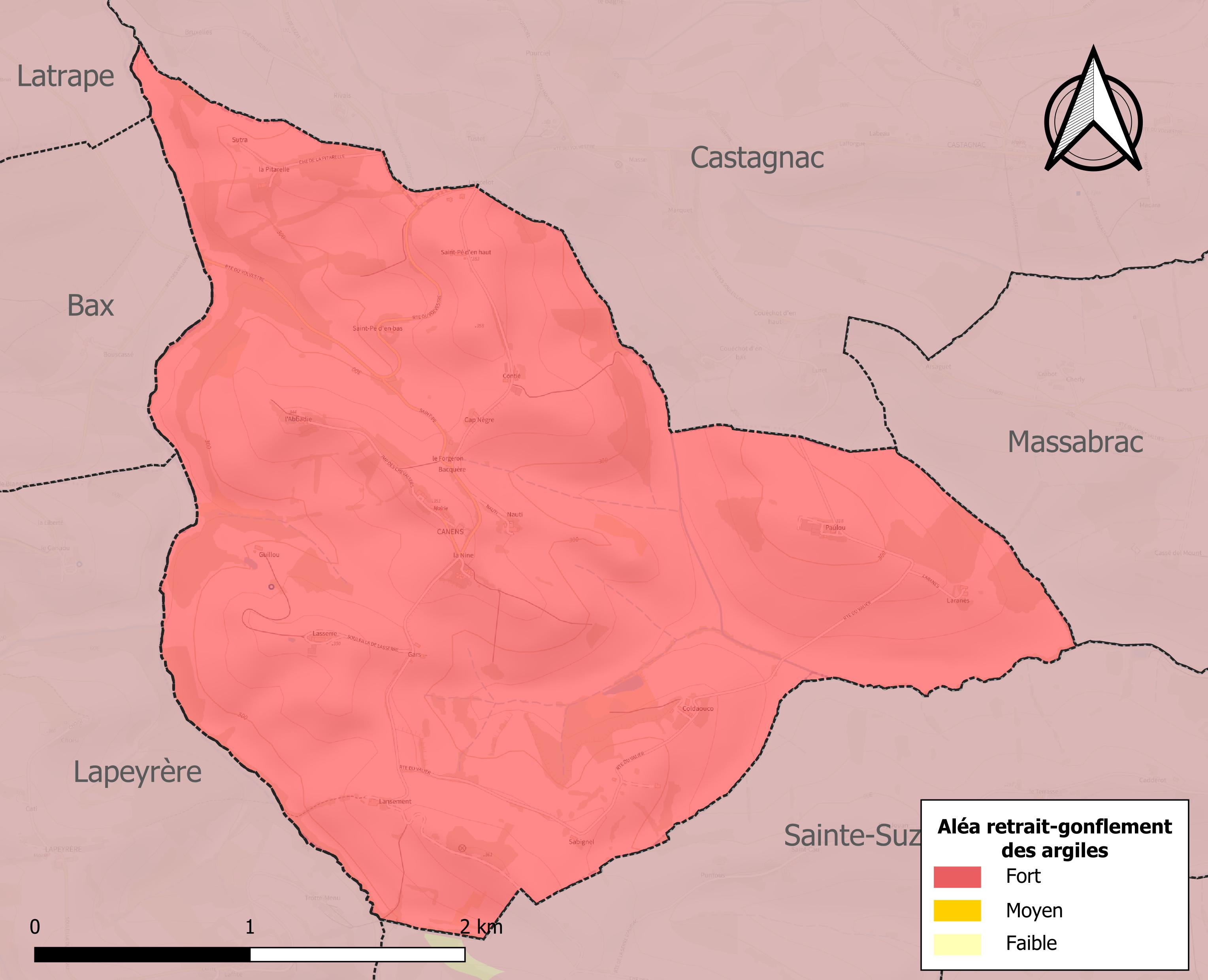
Carte des zones d'aléa retrait-gonflement des sols argileux de Canens.

Le retrait-gonflement des sols argileux est susceptible d'engendrer des dommages importants aux bâtiments en cas d’alternance de périodes de sécheresse et de pluie. La totalité de la commune est en aléa moyen ou fort (88,8 % au niveau départemental et 48,5 % au niveau national). Sur les 31 bâtiments dénombrés sur la commune en 2019, 31 sont en aléa moyen ou fort, soit 100 %, à comparer aux 98 % au niveau départemental et 54 % au niveau national. Une cartographie de l'exposition du territoire national au retrait gonflement des sols argileux est disponible sur le site du BRGM,.
Par ailleurs, afin de mieux appréhender le risque d’affaissement de terrain, l'inventaire national des cavités souterraines permet de localiser celles situées sur la commune.
Concernant les mouvements de terrains, la commune a été reconnue en état de catastrophe naturelle au titre des dommages causés par la sécheresse en 2003 et 2017 et par des mouvements de terrain en 1999.

## Histoire
Du Moyen Âge jusqu'à sa disparition en 1790 pendant la Révolution française, Canens faisait partie du diocèse de Rieux.

### Les Templiers et les Hospitaliers
Canens fut également un fief templier dépendant de la commanderie de Montsaunès avant d'être dévolu aux Hospitaliers de l'ordre de Saint-Jean de Jérusalem au début du XIVe siècle, devenant membre de la commanderie de Caignac.

## Politique et administration

### Administration municipale
Le nombre d'habitants au recensement de 2017 étant compris entre 0 et 99, le nombre de membres du conseil municipal pour l'élection de 2020 est de sept,.

### Rattachements administratifs et électoraux
Commune faisant partie de la septième circonscription de la Haute-Garonne de la communauté de communes du Volvestre et du canton d'Auterive (avant le redécoupage départemental de 2014, Canens faisait partie de l'ex-canton de Montesquieu-Volvestre).

### Liste des maires
| Période        | Période  | Identité          | Étiquette | Qualité    |
| -------------- | -------- | ----------------- | --------- | ---------- |
| 1971           | 1976     | René Soula        | SE        |            |
| 1976           | 2001     | Pierre Malherbe   | DVD       |            |
| mars 2001      | 2014     | Yann Le Chevalier | SE        |            |
| 2014           | 2020     | Pierre Israel     | UDI       | Commerçant |
| septembre 2020 | En cours | Julien Baudiniére |           |            |

### Tendances politiques et résultats
Pour les élections présidentielles, les habitants de Canens se reportent sur les candidats de droite.
À l'élection présidentielle de 2012, les résultats de la commune furent les suivants :
Au premier tour :
- Nicolas Sarkozy : 30 %
- François Hollande : 22,50 %
- Marine Le Pen : 20 %
- Jean-Luc Mélenchon : 15 %
- François Bayrou : 5 %
- Jacques Cheminade : 2,50 %
- Nicolas Dupont-Aignan : 2,50 %
- Eva Joly : 2,50 %
- Philippe Poutou et Nathalie Arthaud : 0 %

Au second tour :
- Nicolas Sarkozy : 56,10 %
- François Hollande : 43,90 %

À l'élection présidentielle de 2007, les résultats de la commune furent les suivants :
Au premier tour :
- Nicolas Sarkozy : 38,10 %
- François Bayrou : 19,05 %
- Jean-Marie Le Pen : 11,90 %
- Ségolène Royal : 9,52 %
- Dominique Voynet : 7,14 %
- Olivier Besancenot : 7,14 %
- José Bové : 2,38 %
- Gérard Schivardi : 2,38 %
- Philippe de Villiers : 2,38 %
- Marie-George Buffet, Arlette Laguiller, Frédéric Nihous : 0 %

Au second tour :
- Nicolas Sarkozy : 59,52 %
- Ségolène Royal : 40,48 %

## Population et société

### Démographie
L'évolution du nombre d'habitants est connue à travers les recensements de la population effectués dans la commune depuis 1793. Pour les communes de moins de 10 000 habitants, une enquête de recensement portant sur toute la population est réalisée tous les cinq ans, les populations de référence des années intermédiaires étant quant à elles estimées par interpolation ou extrapolation. Pour la commune, le premier recensement exhaustif entrant dans le cadre du nouveau dispositif a été réalisé en 2007.

En 2022, la commune comptait 61 habitants, en évolution de +7,02 % par rapport à 2016 (Haute-Garonne : +8,02 %, France hors Mayotte : +2,11 %).
| 1793 | 1800 | 1806 | 1821 | 1831 | 1836 | 1841 | 1846 | 1851 |
| ---- | ---- | ---- | ---- | ---- | ---- | ---- | ---- | ---- |
| 387  | 312  | 285  | 209  | 294  | 276  | 204  | 238  | 213  |

| 1856 | 1861 | 1866 | 1872 | 1876 | 1881 | 1886 | 1891 | 1896 |
| ---- | ---- | ---- | ---- | ---- | ---- | ---- | ---- | ---- |
| 229  | 240  | 239  | 207  | 199  | 197  | 185  | 192  | 182  |

| 1901 | 1906 | 1911 | 1921 | 1926 | 1931 | 1936 | 1946 | 1954 |
| ---- | ---- | ---- | ---- | ---- | ---- | ---- | ---- | ---- |
| 169  | 164  | 150  | 139  | 133  | 136  | 135  | 122  | 119  |

| 1962 | 1968 | 1975 | 1982 | 1990 | 1999 | 2006 | 2007 | 2012 |
| ---- | ---- | ---- | ---- | ---- | ---- | ---- | ---- | ---- |
| 92   | 65   | 43   | 43   | 48   | 69   | 62   | 61   | 54   |

| 2017 | 2022 | - | - | - | - | - | - | - |
| ---- | ---- | - | - | - | - | - | - | - |
| 60   | 61   | - | - | - | - | - | - | - |

| selon la population municipale des années : | 1968 | 1975 | 1982 | 1990 | 1999 | 2006 | 2009 | 2013 |
| Rang de la commune dans le département      | 503  | 489  | 550  | 542  | 513  | 534  | 540  | 551  |
| Nombre de communes du département           | 592  | 582  | 586  | 588  | 588  | 588  | 589  | 589  |

### Service public
Le secrétariat de mairie s'occupe des trois communes voisines de Castagnac, Massabrac et Canens. Il se situe à Castagnac sur la place de l'église.

### Enseignement
Canens fait partie de l'académie de Toulouse.

### Activités sportives
Chasse,

#### Association
Association pour la restauration de l'église de Canens.

### Écologie et recyclage
La collecte et le traitement des déchets des ménages et des déchets assimilés ainsi que la protection et la mise en valeur de l'environnement se font dans le cadre de la communauté de communes du Volvestre.

## Économie

### Emploi
|                | 2008  | 2013  | 2018  |
| -------------- | ----- | ----- | ----- |
| Commune        | 8,5 % | 2,8 % | 7,1 % |
| Département    | 7,7 % | 9,6 % | 9,3 % |
| France entière | 8,3 % | 10 %  | 10 %  |

En 2018, la population âgée de 15 à 64 ans s'élève à 41 personnes, parmi lesquelles on compte 92,9 % d'actifs (85,7 % ayant un emploi et 7,1 % de chômeurs) et 7,1 % d'inactifs,. En  2018, le taux de chômage communal (au sens du recensement) des 15-64 ans est inférieur à celui de la France et du département, alors qu'en 2008 la situation était inverse.
La commune fait partie de la couronne de l'aire d'attraction de Toulouse, du fait qu'au moins 15 % des actifs travaillent dans le pôle,. Elle compte 10 emplois en 2018, contre 21 en 2013 et 6 en 2008. Le nombre d'actifs ayant un emploi résidant dans la commune est de 36, soit un indicateur de concentration d'emploi de 27 % et un taux d'activité parmi les 15 ans ou plus de 75,5 %.
Sur ces 36 actifs de 15 ans ou plus ayant un emploi, 10 travaillent dans la commune, soit 27 % des habitants. Pour se rendre au travail, 78,4 % des habitants utilisent un véhicule personnel ou de fonction à quatre roues, 2,7 % les transports en commun, 10,8 % s'y rendent en deux-roues, à vélo ou à pied et 8,1 % n'ont pas besoin de transport (travail au domicile).

### Activités hors agriculture

#### Secteurs d'activités
7 établissements sont implantés  à Canens au 31 décembre 2019.
Le secteur du commerce de gros et de détail, des transports, de l'hébergement et de la restauration est prépondérant sur la commune puisqu'il représente 42,9 % du nombre total d'établissements de la commune (3 sur les 7 entreprises implantées  à Canens), contre 25,9 % au niveau départemental.

#### Entreprises et commerces
L'économie de la commune est basée sur l'agriculture (ferme Paoulou, Contié...). Plusieurs entreprises de petite taille sont également présentes, notamment In extenso (presse, édition, communication).

### Agriculture
|               | 1988 | 2000 | 2010 | 2020 |
| ------------- | ---- | ---- | ---- | ---- |
| Exploitations | 9    | 7    | 5    | 4    |
| SAU (ha)      | 412  | 323  | 323  | 324  |

La commune est dans le Volvestre, une petite région agricole localisée dans l'est du département de la Haute-Garonne, constituée de collines de terrefort à fortes pentes autrefois consacrées à l’élevage s’orientent aujourd’hui vers les grandes cultures. En 2020, l'orientation technico-économique de l'agriculture  sur la commune est la culture de céréales et/ou d'oléoprotéagineuses. Quatre exploitations agricoles ayant leur siège dans la commune sont dénombrées lors du recensement agricole de 2020 (neuf en 1988). La superficie agricole utilisée est de 324 ha,,.

## Culture locale et patrimoine

### Lieux et monuments
Église Saint-Victor, église à clocher-mur. Fermée depuis 1995, elle est toujours en cours de rénovation. Une visite pastorale du XVIIIe siècle est disponible sur le site de AREC.
Le 25 août 2013, monseigneur Robert Le Gall, évêque de Toulouse, a béni le clocher de l'église dont l'extérieur a été dernièrement rénové.

## Pour approfondir